# Renga
Renga (jap. 連歌 ‘pieśni łączone’ lub ‘wiązane’) – gatunek japońskiej poezji opierający się na łączeniu strof wierszy tanka układanych przez różnych poetów.
Kompozycja rengi opiera się na przemiennym układaniu strof wiersza tanka, przy czym jedna osoba tworzy tzw. strofę górną (5 + 7 + 5 sylab) zaś druga dolną (7 + 7). Renga obejmuje „krótką pieśń łączoną” (tanrenga), uprawianą głównie w okresie Heian (IX–XII w.) oraz „długą pieśń łączoną” (chōrenga), inaczej zwaną „łańcuchową pieśnią łączoną” (kusari renga), w której układaniu mogła uczestniczyć dowolna liczba autorów, uprawianą w okresie Kamakura do początku Edo (XII–XVII w.).
Za najstarszy pierwowzór tanrenga uchodzi poetycka wymiana pomiędzy legendarnymi postaciami Yamato Takeru i Hitomoshibito zawarta w Kojiki i Nihongi. Dialog poetycki w formie tanrenga pomiędzy mniszką Ama a Ōtomo no Yakamochi (zm. 785) zawiera również zbiór Man’yōshū. Rozkwit twórczości tego rodzaju przypada na drugą połowę okresu Heian. W XII w. spotykamy już przypadki łączenia więcej niż dwu strof w jedną całość kusari renga. Późniejsza renga rozwijała się pod dużym wpływem poetyki zbioru Shinkokin Wakashū (1205), także dlatego że jej twórcami byli często najwybitniejsi poeci tanka. 
Renga były często układane przez dworzan dla rozrywki podczas nieustannych przyjęć, w trakcie których deklamowano wiersze i urządzano poetyckie konkursy. Ich popularność zwiększyła się w XIV wieku, kiedy zaczęli je tworzyć również dysponujący wolnym czasem rzemieślnicy i kupcy. Chociaż renga improwizowane przez chłopów, kupców i zwykłych samurajów nie posiadały wielkiej wartości artystycznej, to wiele wskazuje, iż niewyszukane upodobania klas niższych w znacznym stopniu wpłynęły na rozwój tego gatunku w okresie Muromachi. Reguły rengi ustalili mistrz rengi plebejskiej Gusai (zm. 1376) i twórca eleganckiej rengi dworskiej Nijō Yoshimoto (zm. 1388), którzy doprowadzili do zjednoczenia licznych tendencji tego gatunku i wnieśli duży wkład w jego ukształtowanie się jako dojrzałej formy literackiej. Gusai i Yoshimoto opracowali pierwszy autoryzowany przez cesarza zbiór renga, Tsukubashū (1356).
Dialog poetycki pierwotnej renga miał charakter zabawowy i dbano o dowcip i celność odpowiedzi na wyzwanie rzucone przez wypowiadającego pierwszą strofę. W kompozycji kusari renga brało udział kilka lub kilkanaście osób, przy czym z czasem wytworzono ścisłe zasady i reguły wiązania strof. Ustalił się również kanon liczbowy strof pieśni łączonej, z najbardziej cenioną i wzorcową pieśnią o stu strofach. Łączenie strof odbywało się na zasadzie analogii (np. czerwień–czerwień), antytezy (np. ranek i wieczór) i opozycji (np. światło i ciemność). W ramach poszczególnych kategorii łącznikami mogły być czas, przestrzeń, dany zmysł i pewne figury retoryczne. Nad tokiem improwizacji czuwał najbardziej doświadczony mistrz – poeta (rengashi). Ze względu na reguły kompozycji pieśń łączona nie jest poematem poświęconym jednemu tematowi, ale opiera się na biegu skojarzeń, któremu jedność nadaje pewien dominujący nastrój i rytm
Wraz z ujednoliceniem i konwencjonalizacją rengi na przełomie XIV i XV wieku spadła jej popularność. W latach trzydziestych i czterdziestych XV wieku znowu jednak pojawili się wielcy poeci tego gatunku, tacy jak Takayama Sōzei (zm. 1455) i Shinkei (zm. 1475). Za najwybitniejszego poetę renga uchodzi Sōgi (zm. 1502), który wraz ze swoimi uczniami Sōchō i Shōhaku stworzył najsłynniejszy poemat renga, Minase sangin hyakuin (1488), powstały podczas ich spotkania w świątyni shintoistycznej w Minase nieopodal Kioto. Po śmierci Sōgi nastąpił schyłek rengi, popularność natomiast zaczęła zdobywać wywodząca się z niej plebejska haikai no renga, z której ostatecznie w XVI wieku narodził się nowy gatunek poetycki, haikai.